# Cerro Palmeras

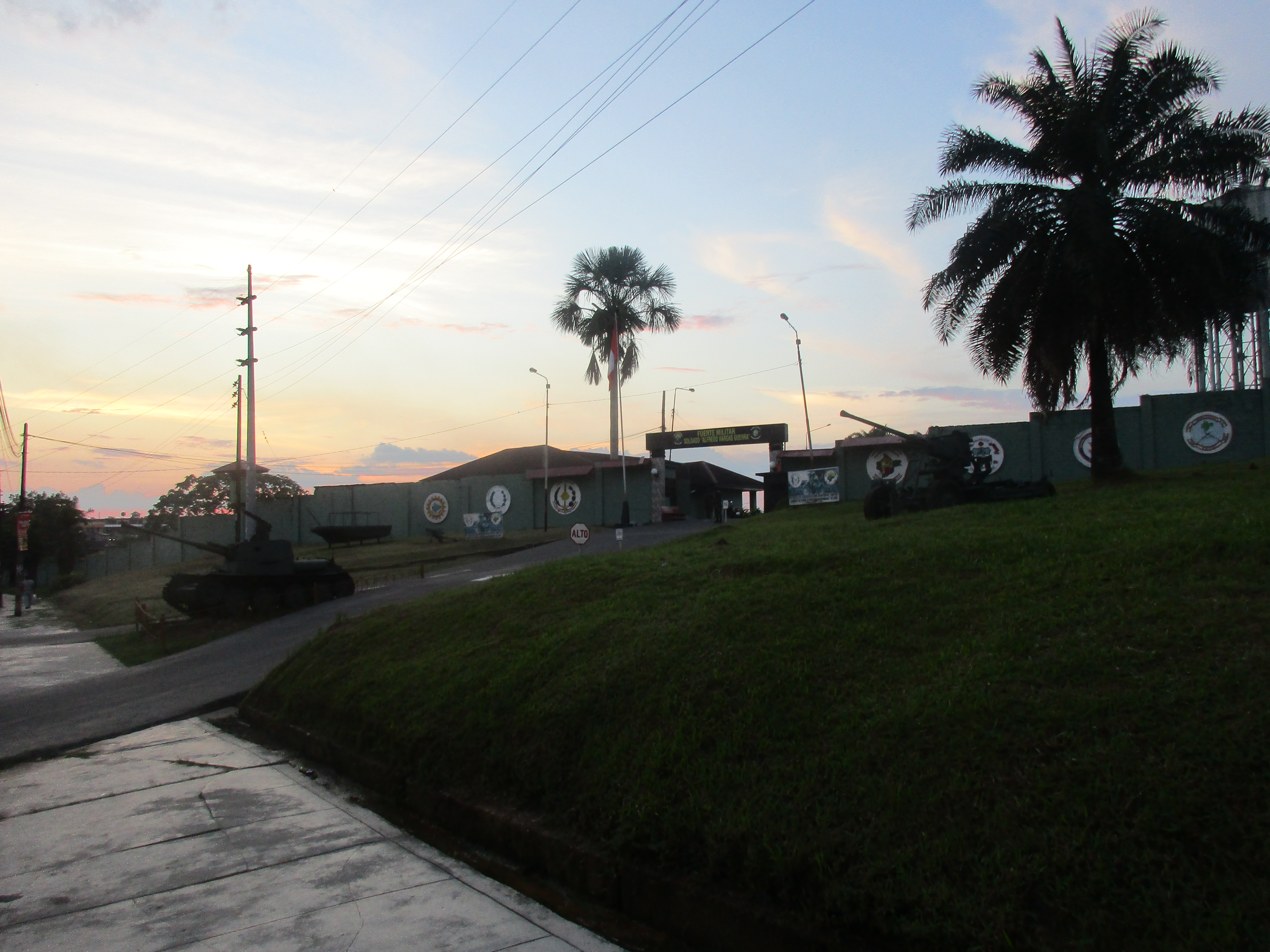
Cuartel del ejército Alfredo Vargas Guerra en la zona baja de Cerro Palmeras.

Cerro Palmeras es un cerro ubicado en el distrito de Iquitos, en el cerro en si se encuentra un tanque de almacenamiento de agua perteneciente a la empresa estatal Sedaloreto, una base del ejército nacional y un parque temático-ecológico.

## Historia
El cerro durante la década de XX fue un importante mirador natural que servía como corta caminos hacia lo que actualmente es la av. Quiñones con la construcción de la base militar y del tanque de agua por la empresa estatal Sedaloreto la parte occidental de cerro fue cercada logrando en consecuencia que la parte oriental fuera en su totalidad abandonado y convertido por años en un fumadero donde se encontraban personas de mal vivir.

## Recuperación
Actualmente se encuentra en plena construcción un parque temático en la zona oriental del cerro, mientras que la zona occidental ocupada actualmente por el ejército se encuentra en conversaciones con la municipalidad para ser reubicado y en su zona construir una gran urbanización residencial.